# Округ Овајхи (Ајдахо)
Овајхи (енгл. Owyhee County) је округ у америчкој савезној држави Ајдахо.

## Демографија
По попису из 2010. године број становника је 11.526, што је 882 (8,3%) становника више него 2000. године.
| Група             | 2000.         | 2010.         |
| Белци             | 7.635 (71,7%) | 7.867 (68,3%) |
| Афроамериканци    | 16 (0,2%)     | 23 (0,2%)     |
| Азијати           | 50 (0,5%)     | 62 (0,5%)     |
| Хиспаноамериканци | 2.459 (23,1%) | 2.979 (25,8%) |
| Укупно            | 10.644        | 11.526        |